# Tuukka Mäntylä
Tuukka Mäntylä (ur. 25 maja 1981 w Tampere) – fiński hokeista, reprezentant Finlandii.

## Kariera
- Tappara U16 (1995-1997)
- Tappara U18 (1997-1999)
- Tappara U20 (1998-2000)
- Tappara Tampere (1999-2003)
- Luleå (2003-2005)
- Tappara (2005-2007)
- Frölunda HC (2007-2009)
- Tappara (2009-2011)
- Nieftiechimik Niżniekamsk (2011-2012)
- Tappara (2012-2013)
- Mietałłurg Nowokuźnieck (2013-2014)
- Tappara (2014)
- Amur Chabarowsk (2014-2015)
- KHL Medveščak Zagrzeb (2015-2016)
- Tappara (2016)
- Kunlun Red Star (2016-2017)
- Jugra Chanty-Mansyjsk (2017)
- Malmö Redhawks (2017-)
- Tappara (2018-2020)

Wychowanek i od kwietnia 2009 ponownie zawodnik Tappara. Podpisał wówczas 10-letni kontrakt z klubem. W październiku 2011 został przekazany do rosyjskiego klubu Nieftiechimik Niżniekamsk, rozegrał sezon KHL (2011/2012), po czym powrócił do Tappara i od tego czasu ponownie w nim występuje. Od sezonie SM-liiga (2012/2013) kapitan drużyny. W maju 2013 został zawodnikiem Mietałłurga Nowokuźnieck i tym samym powrócił do występów w lidze KHL. Od lipca 2014 ponownie zawodnik Tappara. Od końca listopada 2014 zawodnik Amuru Chabarowsk. Zwolniony pod koniec lutego 2015. Od czerwca 2015 zawodnik KHL Medveščak Zagrzeb. Od lutego 2016 ponownie zawodnik Tappara. Od lipca 2016 zawodnik chińskiego klubu Kunlun Red Star, beniaminka w lidze KHL. Od czerwca 2017 zawodnik Jugry Chanty-Mansyjsk. Pod koniec lipca 2017 rozwiązał kontrakt z uwagi na względy zdrowotne. Od sierpnia 2017 zawodnik Malmö Redhawks. W maju 2018 po raz kolejny wrócił do Tappary. Po sezonie Liiga (2019/2020) zakończył karierę.
Uczestniczył w turniejach mistrzostw świata w 2004, 2006, 2007, 2013, 2014, 2015.

## Sukcesy
Reprezentacyjne
- Srebrny medal mistrzostw Europy juniorów do lat 18: 1998
- Złoty medal mistrzostw świata juniorów do lat 18: 1999
- Srebrny medal mistrzostw świata juniorów do lat 20: 2002
- Brązowy medal mistrzostw świata: 2006
- Srebrny medal mistrzostw świata: 2007, 2014

Klubowe
- Srebrny medal mistrzostw Finlandii: 2001, 2002, 2013 z Tappara
- Złoty medal mistrzostw Finlandii: 2003, 2016 z Tappara

Indywidualne
- Mistrzostwa Świata Juniorów w Hokeju na Lodzie 2002:
  - Pierwsze miejsce w klasyfikacji +/- turnieju: +8
  - Skład gwiazd turnieju
- SM-liiga (2012/2013):
  - Czwarte miejsce w klasyfikacji asystentów w fazie play-off: 8 asyst[15]
  - Skład gwiazd sezonu